# Krąg (województwo kujawsko-pomorskie)
Krąg – wieś borowiacka w Polsce położona w województwie kujawsko-pomorskim, w powiecie tucholskim, w gminie Śliwice na obszarze Borów Tucholskich na wąskim przesmyku pomiędzy jeziorami Okrągłym (Ślepym) i Długim. Liczne zabudowania drewniane.
W latach 1975–1998 miejscowość administracyjnie należała do województwa bydgoskiego. Według Narodowego Spisu Powszechnego (III 2011 r.) liczyła 89 mieszkańców. Jest piętnastą co do wielkości miejscowością gminy Śliwice.